# Dave Rudabaugh

David Rudabaugh (14 de julio de 1854 – 18 de febrero de 1886), fue un forajido y pistolero en el Viejo Oeste. Los autores modernos a menudo se refieren a él como "Dave el Sucio" [cita requerida] a causa de su presunta aversión al agua, no han aparecido pruebas para demostrar que ha sido referido alguna vez como tal en su propia vida.

## Primeros años
Rudabaugh nació como David Rodenbaugh en el Condado de Fulton, Illinois. Su padre fue asesinado en la Guerra de Secesión cuando Dave era un niño. La familia se trasladó después de esto, pasando tiempo en Illinois, Ohio, y Kansas.

## Forajido de la ley
La carrera de forajido de Dave Rudabaugh comenzó seriamente en Arkansas en la década de 1870. Él era parte de una banda de forajidos que robaron y participaron en el abigeato junto con Milton Yarberry y el Misterioso Dave Mather.  Los tres eran sospechosos en la muerte de un ranchero y huyeron del estado. Según algunas versiones los tres fueron a Decatur, Texas, pero otros cuentan que Rudabaugh se dirigió a Black Hills en Dakota del Sur, donde se convirtió en un ladrón de diligencias.

## El Trío
En algún momento alrededor de 1876, Rudabaugh se unió a Mike Roarke y Dan Dement para formar la banda de forajidos conocida como el "Trío". Hay una historia disputada de todo este tiempo que Rudabaugh enseñó a Doc Holliday a utilizar una pistola, mientras que Doc le enseñó los puntos más finos de jugar a las cartas.
En 1877, Wyatt Earp estaba rastreando al Trío desde Dodge City a Fort Griffin, Texas, con la esperanza de arrestarlos. Nunca se encontró con ellos, pero se hizo amigo de Doc Holliday y Kate la Narizotas (Big Nose Kate) mientras estaba en Fort Griffin. El Trío eludió la captura y construyó su banda de seis miembros, que entonces era conocida como la Banda Rudabaugh-Roarke, y se dedicó a intentar robar a los trenes.

## Captura y liberación
La banda de Rudabaugh hizo su primer intento en un tren el 22 de enero de 1878, cerca de Kinsley, Kansas.  El robo fue un fracaso, y la banda salió sin ningún botín. Al día siguiente, un pelotón liderado por Bat Masterson, incluyendo a John Joshua Webb, capturó a Rudabaugh y su compañero miembro de la banda Ed West. El resto de la banda fue capturado poco después. Rudabaugh llegó a un acuerdo de inmunidad con el fiscal y testificó en contra de sus compañeros.
Poco después de su liberación, Rudabaugh aceptó la oferta de Masterson para unirse a un grupo de pistoleros para luchar por la Ferrovía Atchison, Topeka y Santa Fe en las Guerras de los Ferrocarriles.

## Banda de Dodge City
Durante este tiempo se convirtió en un estrecho colaborador de John Joshua Webb, a quien había conocido durante su detención anterior. Después de las guerras de ferrocarril, él y Webb viajaron a la ciudad de Las Vegas, Nuevo México, donde se convirtieron en miembros importantes de la Banda de Dodge City.  Esta banda se componía de rufianes y jugadores que dominaban la vida política y económica de la comunidad en crecimiento. El líder era Hyman G. Neill (también conocido como Hoodoo Brown). Webb fue arrestado por asesinato en la primavera de 1880. Dave Rudabaugh y otro miembro de la banda intentaron escaparse de la cárcel el 5 de abril de 1880. El intento fracasó, y Rudabaugh le disparó y mató al diputado Antonio Lino Valdez en el proceso.

## Los Cuatreros y captura
Huyó a Fort Sumner, Nueo México, donde eventualmente se unió a la banda dirigida por Billy the Kid.
En Stinking Springs (cerca del actual Taiban, Nuevo México), El 23 de diciembre de 1880 un pelotón liderado por Pat Garrett capturó a Rudabaugh, Billy the Kid, Billy Wilson, y otros miembros de la banda. Fueron llevados a Las Vegas, pero el peligro de una turba de linchadores pidió a los oficiales que los llevaran a Santa Fe.  En febrero de 1881, mientras estaba en la corte, Rudabaugh fue declarado culpable y fue sentenciado a 99 años de prisión por varios delitos de robo postal. Fue encontrado culpable por el asesinato del diputado de Las Vegas Lino Valdez y fue condenado a la horca.

## Encarcelamiento y huida
Rudabaugh se reunió con Webb en la cárcel. Después de un intento de fuga fallido en el que un compañero de prisión llamado Thomas Duffy murió, él y Webb escaparon. Rudabaugh huyó a Arizona donde se unió a la facción de Clanton en su feudo contra los Earp.  Dave pudo incluso haber participado en el asesinato de Morgan Earp y el intento de asesinato de Virgil Earp, y también puede haber estado presente en el tiroteo en Iron Springs en el cual Curly Bill Brocius fue asesinado. 

## Muerte
A medida que la banda de Clanton se disolvió, Rudabaugh se dirigió a México, donde trabajó tanto como un cowboy y un cuatrero.  El 18 de febrero de 1886, Rudabaugh estuvo involucrado en un tiroteo con la población local en Parral, Chihuahua.  La lucha comenzó por una partida de cartas. Él sacó su pistola y mató a dos hombres e hirió a otro. Dejó la cantina ileso, pero incapaz de encontrar su caballo, volvió a entrar unos momentos más tarde, lo que resultó ser un error fatal. Le dispararon varias veces desde las sombras, y fue decapitado con un machete y su cabeza colocada en un poste.

## Otra información
- Dave Rudabaugh fue el único forajido que se dice que se cruzó con Dave Mather, Bat Masterson, Pat Garrett, Wyatt Earp, Billy The Kid y Doc Holliday.
- Dave vivió hasta los 31 años, 7 meses y 4 días.
- La cabeza decapitada de Dave fue colocada en una estaca por casi tres semanas después de su muerte.

## En la cultura popular
- Dave Rudabaugh fue interpretado por Christian Slater en la película Young Guns II.  En la película el personaje es conocido como "Arkansas Dave", aunque nunca el histórico Rudabaugh usó este nombre.
- Rudabaugh es un personaje de la película de 1951 The Texas Rangers. La historia ficticia lo tiene a él y a los forajidos de la vida real Sam Bass, John Wesley Hardin, Butch Cassidy y The Sundance Kid formando una banda, a continuación, enfrentándose contra dos convictos reclutados por John B. Jones para llevarlos ante la justicia.
- Rudabaugh es un personaje en la película de 1959 The Gunfight at Dodge City.  En esta historia de ficción sobre todo, Rudabaugh es retratado como el asesino del hermano de Bat Masterson, Ed Masterson, y, además, es asesinado en un tiroteo después de asaltar a Lily, la dueña del salón de "Lady Gay". Ambos eventos son ficticios.
- Wyatt Earp se encuentra por primera vez con Doc Holliday mientras Wyatt está cazando a Rudabaugh, en la película Wyatt Earp.
- Una canción llamada "Ballad of Arkansas Dave Rudabaugh", está en el álbum de 1997 George's Bar de Pat Green.  Los acontecimientos de la canción no tienen similitud a los acontecimientos reales de la vida de Rudabaugh.
- Una canción llamada "Arkansas Dave", aparece en el álbum Twang de 2009 de George Strait.  La canción es parte ficción, pero representa la muerte documentada de Dave. La canción fue escrita por el hijo de George, Bubba Strait.
- Dave Rudabaugh aparece como un personaje de la novela weird western Merkabah Rider: The Mensch With No Name (de Edward M. Erdelac, de 2010, ISBN 978-1-61572-190-0). Roba al personaje principal de su famosa pistola Volcanic durante un atraco en tren.
- Dave Rudabaugh es el nombre de un personaje en el videojuego GUN.